# Sociedad Deportiva Huesca 2011-2012
Questa voce raccoglie le informazioni della Sociedad Deportiva Huesca nelle competizioni ufficiali della stagione 2011-2012.

## Stagione
Nella stagione l'Huesca partecipa alla Segunda División e conclude il campionato piazzandosi in 13ª posizione.
In Coppa del Re batte per 1-0 lo Xerez al secondo turno. La partita seguente vede però la sconfitta ai rigori contro il Córdoba, dopo il pareggio per 1-1 dei tempi supplementari.

## Rosa
Rosa aggiornata al 1º gennaio 2012.
| N. |                    | Ruolo | Calciatore     |
| -- | ------------------ | ----- | -------------- |
| 1  | Spagna (bandiera)  | P     | Jesús Cabrero  |
| 2  | Spagna (bandiera)  | D     | Rafel Sastre   |
| 3  | Spagna (bandiera)  | C     | Luis Helguera  |
| 4  | Spagna (bandiera)  | D     | Juan Ochoa     |
| 5  | Spagna (bandiera)  | D     | Rafael Clavero |
| 6  | Spagna (bandiera)  | C     | Manu Molina    |
| 7  | Spagna (bandiera)  | C     | Javi Martínez  |
| 8  | Spagna (bandiera)  | C     | David Vázquez  |
| 9  | Spagna (bandiera)  | A     | Roberto        |
| 10 | Spagna (bandiera)  | C     | Juanjo Camacho |
| 11 | Spagna (bandiera)  | D     | Toni           |
| 13 | Spagna (bandiera)  | P     | Jorge Larrosa  |
| 14 | Brasile (bandiera) | C     | Gilvan Gomes   |

| N. |                   | Ruolo | Calciatore       |
| -- | ----------------- | ----- | ---------------- |
| 15 | Spagna (bandiera) | C     | Joaquín Sorribas |
| 16 | Spagna (bandiera) | D     | David Rivas      |
| 17 | Spagna (bandiera) | D     | Josetxo          |
| 18 | Spagna (bandiera) | A     | Tariq            |
| 19 | Spagna (bandiera) | C     | David Bauzá      |
| 20 | Spagna (bandiera) | D     | Sebastián Corona |
| 21 | Spagna (bandiera) | A     | Óscar Vega       |
| 22 | Spagna (bandiera) | C     | Lluís Sastre     |
| 23 | Spagna (bandiera) | D     | Ekhi Senar       |
| 24 | Spagna (bandiera) | C     | Jokin            |
| 25 | Spagna (bandiera) | P     | Bernardo         |
| 26 | Spagna (bandiera) | D     | Rubén Garcés     |
| 30 | Spagna (bandiera) | P     | Luis García      |

## Statistiche

### Statistiche di squadra
| Competizione     | Punti | In casa | In casa | In casa | In casa | In casa | In casa | In trasferta | In trasferta | In trasferta | In trasferta | In trasferta | In trasferta | Totale | Totale | Totale | Totale | Totale | Totale | DR  |
| Competizione     | Punti | G       | V       | N       | P       | Gf      | Gs      | G            | V            | N            | P            | Gf           | Gs           | G      | V      | N      | P      | Gf     | Gs     | DR  |
| ---------------- | ----- | ------- | ------- | ------- | ------- | ------- | ------- | ------------ | ------------ | ------------ | ------------ | ------------ | ------------ | ------ | ------ | ------ | ------ | ------ | ------ | --- |
| Segunda División | 51    | 21      | 8       | 6       | 7       | 22      | 24      | 21           | 6            | 3            | 12           | 27           | 39           | 42     | 14     | 9      | 19     | 49     | 63     | -14 |
| Coppa del Re     | -     | 1       | 1       | 0       | 0       | 1       | 0       | 1            | 0            | 1            | 0            | 1            | 1            | 2      | 1      | 1      | 0      | 2      | 1      | +1  |
| Totale           | -     | 22      | 9       | 6       | 7       | 23      | 24      | 22           | 6            | 4            | 12           | 28           | 40           | 44     | 15     | 10     | 19     | 51     | 64     | -13 |